# 1000 до н. е.

## Події
- Ваном Кочосона, згідно з корейською міфологією, стає Мунму.
- Початок епохи античного мистецтва, що тривала 500 років.
- Територію Уельсу стали заселяти кельтські племена кімрів (камбрийців).
- Передбачуваний кінець періоду формування Самаведи.
- Початок промислового виготовлення зброї з металу і металевих знарядь праці учені відносять до 1000 року до нашої ери.
- На території сучасної Італії мешкали племена лігурів, етрусків, італиків, латинян, сабинян.
- Закінчення епохи бронзи в Греції.
- Початок виникнення ряду рабовласницьких держав на території Північної Індії, домінуючим релігійно-культурним чинником яких був індуїзм.
- Зміна республіканської форми правління (епоха Суддів, що триває приблизно 450 років) на монархічну в древньому Ізраїлі на вимогу народу.

### Астрономічні явища
- 29 березня. Часткове сонячне затемнення.[1]
- 21 вересня. Часткове сонячне затемнення.[1]